# Круглая Мардакянская крепость
Круглая Мардакянская крепость или Малый Мардакянский замок (азерб. Dairəvi Mərdəkan qalası или азерб. Kiçik Mərdəkan qəsri) — историко-архитектурный памятник, расположенный в посёлке Мардакян Хазарского района города Баку. Постановлением Кабинета министров Азербайджанской Республики включён в список памятников истории и культуры мирового значения. В 2001 году вместе с другими объектами береговой обороны Каспия включен в резервный список всемирного наследия ЮНЕСКО.
Надпись (китабе) на донжоне замка гласит, что он был построен в 1232 году зодчим Абдулмеджидом ибн Масудом по приказу ширваншаха Фарибурза III.
При строительстве замка использовался известковый раствор и местный камень-известняк. Круглый Мардакянский замок в плане состоит из центральной башни, окружённой мощными стенами высотой 7 метров, поддерживаемыми глухими башнями по бокам. Диаметр башни – 7,6 м, толщина стен нижнего этажа равна 2 м. Внутри башня расчленена на три яруса, перекрытые каменными плоскими куполами. В толще стены третьего этажа имеется небольшая санитарная ниша с выведенным наружу стоком.

## История
Круглый Мардакянский замок был частью некогда расположенного на этой территории и не дошедшего до наших времён крепостного комплекса. Надпись (китабе) на донжоне замка гласит, что он был построен в 1232 году зодчим Абдулмеджидом ибн Масудом по приказу ширваншаха Фарибурза III.

## Архитектурные особенности
Круглый Мардакянский замок, имеющий архитектурный план, свойственный для городов Передней и Средней Азии XII-XV веков, в плане состоит из центральной башни, окружённой мощными стенами высотой 7 метров, поддерживаемыми глухими башнями по бокам. Длина крепостных стен по всем сторонам составляет 25 метров. По углам крепостных стен расположены бойницы.
При строительстве замка использовался известковый раствор и местный камень-известняк. Центральная башня замка хорошо выделяется своим цилиндрическим объёмом, некогда, видимо, заканчивавшимся мощным зубчатым парапетом, опиравшимся на сохранившиеся каменные кронштейны. Высота башни до кронштейнов, поддерживавших машикули, – около 15 м, наружный диаметр – 7,6 м, толщина стен нижнего этажа равна 2 м.
Внутри башня расчленена на три яруса, перекрытые каменными плоскими куполами. В центре купольных перекрытий имеются круглые отверстия.
Вход в башню расположен на уровне земли. Это невыгодное для целей обороны обстоятельство компенсируется очень высоко расположенным входом во второй этаж, на высоте более трёх метров от отметки пола первого этажа. Таким образом, нападавшие, прорвавшиеся в первый этаж башни, встречали новое затруднение для доступа во второй, подвергаясь в то же время обстрелу через отверстие в купольном перекрытии.
В стенах первого этажа, за исключением дверного проёма и проёма во второй этаж, никаких других проёмов не имеется. Во втором же и третьем этажах имеются бойницы, выходящие на наружную плоскость стен башни узкими щелями, при сильном расширении их световых откосов внутрь башни. Бойницы, по-видимому, служили, главным образом, для освещения, являясь по существу окнами. В толще стены третьего этажа имеется небольшая санитарная ниша с выведенным наружу стоком.
Верхняя площадка башни являлась оборонительной и, таким образом, жилыми этажами являлись лишь второй и третий. Общая их площадь составляет около 32 кв.м. Архитектор-исследователь Л.Г.Мамиконов полагает, что эта незначительная площадь указывает либо на небольшой состав семьи и ограниченность средств владельца башни, или же на то, что башня не служили местом постоянно жительства, а была только убежищем во время осады. Ограниченное количество бойниц и их устройство показывают, что основная защита башни сосредотачивалась всё же на её верхней площадке.
Кронштейны решены в виде фигурных консолей. Самый нижний уступ незначительно выдвинут из поверхности стен, его лобовая плоскость украшена геометрическим резным орнаментом. Выше расположен облом, поддерживающий венчающую часть карниза, нёсшую разрушенный в настоящее время парапет.
Кронштейны Мардакянского замка расположены довольно часто, что позволяет предполагать значительную нагрузку и, следовательно, высокий парапет, вероятно увенчанный зубцами, укрываясь за которыми, защитники могли обстреливать противника на подступах к башне. Машикули же использовались для поражения нападающих непосредственно у подножия стен. В промежутки между кронштейнами защитники замка бросали камни, обливали осаждающих кипящей смолой и т.д.